# Ruwim Issajewitsch Frajerman
Ruwim Issajewitsch Frajerman (russisch Рувим Исаевич Фраерма́н, wiss. Transliteration Ruvim Isaevič Fraerman; * 10. Septemberjul. / 22. September 1891greg. in Mahiljou, Russisches Kaiserreich; † 28. März 1972 in Moskau, Sowjetunion) war ein sowjetischer Schriftsteller.

## Leben
Ruwim Issajewitsch Frajerman wurde 1891 als Sohn einer in ärmlichen Verhältnissen lebenden jüdischen Familie in der heutigen belarussischen Stadt Mahiljou geboren. Er absolvierte 1915 seinen Realschulabschluss und studierte ab 1916 an der Nationalen Technischen Universität „Polytechnisches Institut Charkiw“. Er arbeitete als Buchhalter, Lehrer und Fischer. Mit Ausbruch der Russischen Revolution trat Frajerman den Partisanen bei und kämpfte während des Russischen Bürgerkrieges im Osten Russlands. Später reiste er als kommunistischer Kommissar durch Sibirien, um die Umsetzung des Bolschewismus zu überwachen. Anschließend ließ er sich in der Stadt Jakutsk nieder und wurde Journalist einer lokalen Tageszeitung.
Der Politiker und Journalist Jemeljan Michailowitsch Jaroslawski lud ihm später mit ein, mit ihm gemeinsam die Literaturzeitschrift Sibirskiye Ogni zu gründen, in der er mit Огнёвка 1924 seine erste Kurznovelle veröffentlichte. Es folgten weitere Kurzgeschichten, bevor er 1932 mit Вторая весна sein Romandebüt gab. Er schrieb fortan hauptsächlich Jugendliteratur und verkehrte mit weiteren Schriftstellern, wie Konstantin Georgijewitsch Paustowski und Arkadi Petrowitsch Gaidar. Seinen größten Erfolg hatte er 1939 mit Дикая собака Динго, или Повесть о первой любви (Dikaya Sobaka Dingo ili Povest o Pervoy Lyubv). Die Geschichte um Tanja, die ihre erste Liebe erlebt, wurde ein nationaler Bestseller und 1962 von Juli Karasik unter dem gleichnamigen Titel verfilmt. Ein Jahr später kam er am 3. Mai 1963 unter dem Titel Das Mädchen Tanja in die ostdeutschen und unter dem Titel Liebe mit 16 in die westdeutschen Kinos.
Mit Eintritt der Sowjetunion in den Zweiten Weltkrieg trat Frajerman freiwillig der Roten Armee bei und diente als Kriegsberichterstatter im achten Regiment in der 22. Division. Im Januar 1942 wurde er schwer verletzt wieder ins Zivilleben entlassen.

## Werke (Auswahl)
- Вторая весна (1932)
- Никичен (1933)
- Соболя (1935)
- Шпион (1937)
- Повести о Дальнем Востоке (1938)
- Дикая собака Динго, или Повесть о первой любви (1939)
  - Dingo oder Die erste Liebe, Verlag Progress, Moskau 1968
  - Der wilde Hund Dingo oder die Geschichte der ersten Liebe, Verlag Sauerländer, Aarau/Frankfurt am Main 1977
- Рассказы (1939)
- Дальнее плавание (1946)
- Повести и рассказы (1949)
- Желанный цветок (1953)
- Жизнь и необыкновенные приключения капитана-лейтенанта Головнина, путешественника и мореходца (1953)
  - Elmsfeuer auf der Rah: Die ungewöhnlichen Reisen und Abenteuer des Kapitänleutnants Golownin, Verlag Neues Leben, Berlin 1955
- Золотой василёк (1958)